# Hastings (Minnesota)
Hastings es una ciudad de Estados Unidos ubicada a orillas del río Misisipi, en el condado de Dakota en el estado  de Minnesota. En el Censo de 2010 tenía una población de 22172 habitantes y una densidad poblacional de 765,99 personas por km².

## Geografía

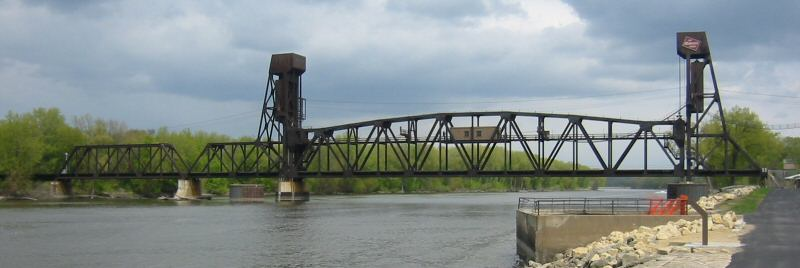
The Hastings Rail Bridge

Hastings se encuentra ubicada en las coordenadas 44°43′54″N 92°51′16″O / 44.73167, -92.85444. Según la Oficina del Censo de los Estados Unidos, Hastings tiene una superficie total de 28.95 km², de la cual 26.52 km² corresponden a tierra firme y (8.37%) 2.42 km² es agua.

## Demografía
Según el censo de 2010, había 22172 personas residiendo en Hastings. La densidad de población era de 765,99 hab./km². De los 22172 habitantes, Hastings estaba compuesto por el 94.11% blancos, el 1.63% eran afroamericanos, el 0.48% eran amerindios, el 0.91% eran asiáticos, el 0.03% eran isleños del Pacífico, el 0.78% eran de otras razas y el 2.06% pertenecían a dos o más razas. Del total de la población el 2.62% eran hispanos o latinos de cualquier raza.